# Governatorato di Kisrawān-Jubayl
Il governatorato di Kisrawān-Jubayl (in arabo محافظة كسروان جبيل‎?) è un governatorato del Libano creato nel 2017 ed ubicato lungo le coste del Mediterraneo. Il capoluogo è la città di Jūniyaḧ.
Il governatorato è suddiviso nei distretti di Kisrawān e Jubayl.